# ユーロダム
ユーロダム（Eurodam）は、ホランド・アメリカ・ラインが運航しているクルーズ客船。

## 概要
ユーロダム級（ホランド・アメリカ・ラインではシグネチャー・クラスと呼称）の1番船で、2008年6月16日、イタリアのフィンカンティエリ社マルゲーラ工場で竣工。船価は4億5千万ドル。
客室は全部で958室あり、そのうちの804室が海側に面している。
7月1日にロッテルダムで行われた命名式にて、ベアトリクス女王によって命名され、7月5日よりコペンハーゲン発の北欧クルーズに就航した。
本船は長い歴史を誇るホランド・アメリカ・ライン史上で最大の客船であり、また同型の2番船が2010年に建造された。

## 同型船
- 2番船　「ニュー・アムステルダム（Nieuw Amsterdam）」
  - 2010年7月2日竣工。